# Kiss and Make-Up
Ne doit pas être confondu avec Kiss and Make Up, chanson de Dua Lipa et Blackpink de 2018.
Pour plus de détails, voir Fiche technique et Distribution.
Kiss and Make-Up est un film américain réalisé par Harlan Thompson et Jean Negulesco, sorti en 1934.

## Synopsis
À Paris, le « Temple de Beauté », la clinique de chirurgie esthétique du Docteur Maurice Lamar, attire une clientèle internationale. Un des plus grands succès de Lamar est Eve Caron, à qui il a donné une perfection visuelle. Toutefois, Marcel, le mari d'Eve, lui reproche d'avoir changé l'apparence de sa femme. Lorsque ses derniers bandages sont retirés, Eve embrasse Lamar, mais il lui répond qu'il ne peut l'aimer que comme Pygmalion aimait Galatée. Lamar demande ensuite ostensiblement à Annie, sa jolie secrétaire, de venir dans son appartement, pour travailler à son nouveau livre. Mais Eve les interrompt et Annie quitte l'appartement en pleurs. De son côté, Marcel demande le divorce. Plus tard, Eve et Lamar passent leur lune de miel sur la Côte d'Azur, Lamar étant l'invité d'une conférence internationale. Annie rencontre Marcel, qui est lui aussi sur la Côte d'Azur, et ils dînent ensemble. Lorsque Lamar quitte Eve et revient à Paris, il trouve sa clinique en plein chaos du fait de l'absence d'Annie. Pour la première fois, il dit à une cliente de retourner à son mari comme elle est. Eve se marie finalement avec Rolando, un homme amoureux de son apparence. Annie démissionne en disant à Lamar qu'elle va épouser Marcel. Lamar poursuit la voiture du couple et cause un accident. Lorsqu'Annie se rend compte que Marcel porte une perruque, elle avoue son amour à Lamar et ils s'embrassent. 

## Fiche technique
- Titre original : Kiss and Make-Up
- Réalisation : Harlan Thompson, Jean Negulesco
- Scénario : Harlan Thompson, George Marion Jr., d'après la pièce Kozmetika d'István Békeffy
- Direction artistique : Hans Dreier, Ernst Fegté
- Costumes : Travis Banton
- Photographie : Leon Shamroy
- Son : Jack A. Goodrich
- Musique : Ralph Rainger
- Production : B. P. Schulberg
- Société de production : Paramount Pictures
- Société de distribution : Paramount Pictures
- Pays de production :  États-Unis
- Langue originale : anglais
- Format : noir et blanc — 35 mm — 1,37:1 — son Mono (Western Electric Noiseless Recording)
- Genre : Comédie romantique
- Durée : 78 minutes
- Dates de sortie : États-Unis : 13 juillet 1934

## Distribution
- Cary Grant : Dr Maurice Lamar
- Genevieve Tobin : Eve Caron
- Helen Mack : Annie
- Edward Everett Horton : Marcel Caron
- Lucien Littlefield : Max Pascal
- Mona Maris : Comtesse Rita
- Rafael Storm : Rolando
- Toby Wing : Consuelo Claghorne
- Dorothy Christy : Greta
- la promotion des WAMPAS Baby Stars de 1934

## Chansons du film
- Corn Beef and Cabbage I Love You, The Mirror Song, Love Divided by Two (interprétée par Cary Grant) paroles de Leo Robin et musique de Ralph Rainger